# Krosna-Wieś
Krosna-Wieś (prononciation : [ˈkrɔsna ˈvjɛɕ]) est un village polonais de la gmina de Brwinów dans le powiat de Pruszków de la voïvodie de Mazovie dans le centre-est de la Pologne.
Le village compte approximativement une population de 277 habitants en 2012.

## Histoire
De 1975 à 1998, le village appartenait administrativement à la voïvodie de Varsovie.